# Amatersko prvenstvo Francije 1929
Amatersko prvenstvo Francije 1929 v tenisu.

## Moški posamično
René Lacoste :  Jean Borotra 6-3, 2-6, 6-0, 2-6, 8-6

## Ženske posamično
Helen Wills :  Simone Mathieu 6-3, 6-4

## Moške dvojice
René Lacoste /  Jean Borotra :  Henri Cochet /  Jacques Brugnon 6–3, 3–6, 6–3, 3–6, 8–6

## Ženske dvojice
Lilí Álvarez /  Kornelia Bouman :  Bobbie Heine /  Alida Neave 7–5, 6–3

## Mešane dvojice
Eileen Bennett Whittingstall /  Henri Cochet :  Helen Wills Moody /  Frank Hunter 6–3, 6–2